# Шоул-Крік-Драйв (Міссурі)
Шоул-Крік-Драйв (англ. Shoal Creek Drive) — селище (англ. village) в США, в окрузі Ньютон штату Міссурі. Населення — 356 осіб (2020).

## Географія
Шоул-Крік-Драйв розташований за координатами 37°2′13″ пн. ш. 94°31′23″ зх. д. / 37.03694° пн. ш. 94.52306° зх. д. (37.037052, -94.522924).  За даними Бюро перепису населення США в 2010 році селище мало площу 1,23 км², уся площа — суходіл.

## Демографія
Згідно з переписом 2010 року, у селищі мешкало 337 осіб у 141 домогосподарстві у складі 96 родин. Густота населення становила 274 особи/км².  Було 161 помешкання (131/км²).
Расовий склад населення:
| - 95,0 % — білих - 1,8 % — корінних американців - 0,6 % — чорних або афроамериканців - 0,6 % — азіатів - 1,2 % — осіб інших рас |

До двох чи більше рас належало 0,9 %. Частка іспаномовних становила 5,0 % від усіх жителів.
За віковим діапазоном населення розподілялося таким чином: 19,0 % — особи молодші 18 років, 60,5 % — особи у віці 18—64 років, 20,5 % — особи у віці 65 років та старші. Медіана віку мешканця становила 47,3 року. На 100 осіб жіночої статі у селищі припадало 101,8 чоловіків;  на 100 жінок у віці від 18 років та старших — 108,4 чоловіків також старших 18 років.
Середній дохід на одне домашнє господарство  становив 66 078 доларів США (медіана — 47 083), а середній дохід на одну сім'ю — 72 798 доларів (медіана — 63 333). Медіана доходів становила 35 357 доларів для чоловіків та 40 000 доларів для жінок. За межею бідності перебувало 8,6 % осіб, у тому числі 13,0 % дітей у віці до 18 років та 14,0 % осіб у віці 65 років та старших.
Цивільне працевлаштоване населення становило 158 осіб. Основні галузі зайнятості: освіта, охорона здоров'я та соціальна допомога — 20,9 %, виробництво — 20,3 %, мистецтво, розваги та відпочинок — 13,9 %, будівництво — 12,7 %.